# Pehr Wilhelm Tholander
Pehr Wilhelm Tholander, född 6 april 1770 i Vetlanda församling, Jönköpings län, död 15 november 1815 i Solna församling, Stockholms län, var en svensk litteratur- och fornforskare.
Han blev student vid Lunds universitet 1791 och vid Uppsala universitet 1792 samt extraordinarie tjänsteman i Riksarkivet 1794. Han begav sig sedan iväg på en resa till Frankrike, Tyskland (där han i Göttingen blev filosofie magister) och Köpenhamn samt återvände 1797 till Stockholm. Där levde han sedan i stort armod, var tvungen att försörja sig med konditionerande på Haga slott och Ulriksdals slott samt blev senare vikarierande skolmästare vid sistnämnda ställe 1801 och ordinarie 1806. I denna underordnade befattning kvarstod han till sin död.
Tholander var huvudsakligen samlare på det historiska området samt bibliograf. Bland hans tryckta arbeten märks uppsatser i tidskriften Iduna (han var medlem av Götiska förbundet sedan dess stiftelse), i "Journal för litteraturen och theatern" (1811, en bibliografi över Sveriges periodiska litteratur), "Musceum typographicum sohmianum" (1812 och 1815), recensioner i "Svensk literaturtidning" med mera. År 1814 kallades han till redaktör av de uppgifter, som från stiften inkommit till uppfostringskommittén, och utförde detta arbete med stor noggrannhet i tabellarisk form.